# Boor
 (décembre 2020).
Si vous disposez d'ouvrages ou d'articles de référence ou si vous connaissez des sites web de qualité traitant du thème abordé ici, merci de compléter l'article en donnant les références utiles à sa vérifiabilité et en les liant à la section « Notes et références ».
Le boor (également connu sous le nom de bwara ou damraw) est une langue afro-asiatique en voie de disparition, parlée dans le sud du Tchad. Elle compte moins de 100 locuteurs natifs dans le monde.
Les régions où la langue est parlée comprennent le sud du Tchad, la sous-préfecture de Bousso, la sous-préfecture rurale de Sarh, et dans et autour du village de Dumraw (Dumrao) sur la rive nord du fleuve Chari.
Le boor a été documenté par Florian Lionnet, Sandrine Loncke et Remadji Hoinathy en 2012.
En raison de la situation géographique des régions dans lesquelles la langue est parlée, les locuteurs natifs du boor parlent aussi couramment la langue bagirmi.